# Lamentacje Jeremiasza
Lamentacje Jeremiasza, Treny Jeremiasza, Lamentacje, Księga Lamentacji, jedna z ksiąg Starego Testamentu, składa się z pięciu poematów, powstałych pod wpływem oblężenia i zagłady Jerozolimy w 587/586 r. przed Chr. W Biblii hebrajskiej księga ta wywodzi swoją nazwę od pierwszego jej słowa איכה ʾēḫā(h), Eicha) – „Ach!”, westchnienia, którego kontekstem jest doświadczenie żałoby. W tekście westchnienie to wraca jeszcze trzykrotnie. Starsza nazwa hebrajska to quinot (pieśni żałobne, lamentacja). Tytuł „Lamentacje” jest oddany w Wulgacie przez threni. W LXX - threnoi.

## Tekst
Tekst hebrajski Lamentacji należy do grupy najlepiej zachowanych tekstów biblijnych. W grotach qumrańskich zostały znalezione cztery fragmenty tej księgi. Tłumaczenia na język grecki, syryjski i łaciński poświadczają tekst hebrajski w formie przekazanej przez masoretów.

## Kanoniczność
Kanoniczność Lm nigdy nie była kwestionowana, jednak ich miejsce w kanonie różni się w dwóch głównych tradycjach. W tradycji hebr. księga jest umieszczona w trzeciej części w Pismach, w różnych miejscach, ostatecznie stanowiła część „pięciu zwojów”, czytanych podczas różnych żydowskich dni świątecznych. Tradycje gr. i łac. umieszczają ją w drugiej części - Prorocy - za Jr i często poprzedzają wzmianką: „I zdarzyło się, po tym jak Izrael został wzięty do niewoli, a Jerozolima pozostała pustkowiem, że Jeremiasz usiadł płacząc i wznosił lament nad Jerozolimą i mówił...”

## Redakcja historyczna i autorstwo
W roku 587 siódmego lub dziesiątego dnia miesiąca Abib (lipiec - sierpień), Babilończycy zniszczyli Jerozolimę i jej świątynię oraz deportowali liczną grupę ludności, pozostawiając jedynie najbiedniejszych i najsłabszych. Lamentacje zostały napisane najprawdopodobniej w Palestynie, w odpowiedzi na kryzys polityczny, społeczny oraz religijny w starożytnym Izraelu. Ponieważ żałobny rytuał był po zniszczeniu świątyni nadal odprawiany w jej pobliżu, jest możliwe, że takie lamentacje zostały wykorzystane w Księdze Lamentacji.
Starożytna tradycja mówi że autorem Lamentacji jest prorok Jeremiasz; z tego powodu w sztuce zachodniej Jeremiasza nazywa się „płaczącym prorokiem”. Podstawą domniemania jego autorstwa może być uwaga z 2 Krn 35,25 o tym, że napisał on tren o śmierci Jozjasza. Inna tradycja milczy na temat autorstwa. Same poematy są anonimowe, choć istnieje domniemanie, że mamy do czynienia z więcej niż jednym autorem.

## Budowa
Księga Lamentacji składa się z pięciu rozdziałów. Jest napisana bardzo kunsztownym stylem. Każdy wiersz rozdziału pierwszego, drugiego oraz czwartego rozpoczyna się kolejną literą (akrostych) alfabetu hebrajskiego (po 22 wiersze w rozdziale). W rozdziale trzecim kolejną literą alfabetu rozpoczynają się trzy następujące po sobie wiersze (w sumie 66).

## Plan księgi
Forma poematów jest podporządkowana wymaganiom alfabetycznego akrostychu. W pierwszych dwóch utworach najpierw wypowiada się świadek nieszczęścia, potem uosobiona Jerozolima. Trzecia pieśń najbardziej obrazuje najwyższy stopień rozpaczy i bólu. Anonimowy mówca, który "zaznał boleści" utożsamia się z cierpiącą Jerozolimą, opowiadając o przyczynach gniewu Boga i o zagładzie miasta. W kolejnej części znajduje się zachęta do ufności w dobroć Bożą. Lamentacja czwarta ukazuje tragedię ostatnich dni przed upadkiem miasta. Piąta jest rodzajem liturgicznego zakończenia całej księgi i prośbą o miłosierdzie Boże. Wyraża to następujący schemat:
- (I) Żałość Syjonu (1, 1-22)
  - (A)Lament nad Syjonem (1, 1-11)
  - (B)Lament Syjonu (1, 12-22)
- (II) Dzień gniewu Jahwe (2, 1-22)
  - (A) Dzień gniewu Pańskiego (2, 1-10)
  - (B) Odpowiedź poety i Syjonu (2, 11-22)
- (III) Z głębokości wołam (3, 1-66)
  - (A) Samotność (3, 1-20)
  - (B) Wspominanie i rozmyślanie (3, 21-39)
  - (C) Skrucha (3, 40-66)
- (IV) Ponowne nawiedzenie miasta (4, 1-22)
  - (A) Rozpacz miasta (4, 1-16)
  - (B) Próżna ufność (4, 17-22)
- (V) Modlitwa ludu (5, 1-22)[7]

## Teologia księgi
Na pierwszy plan wysuwa się cierpienie w wyniku upadku Judei i zburzenia Jerozolimy, Celem jednak, do którego zdążają lamentacje jest refleksja nad przyczyną klęski i próba odnalezienia się w nowej sytuacji. Pojawia się również obraz perspektyw na przyszłość i pokuta oparta na ufności w skuteczną pomoc Jahwe. Klęska narodowa stanowi dla autora bolesną niespodziankę, mimo że jest wypełnieniem zapowiedzi proroków. Głównym przedmiotem skarg są cierpienia społeczności judzkiej, która przeżyła grozę oblężenia i zdobycia miasta, a przed sobą ma tylko perspektywę niewoli. Cierpienia te są tym bardziej dotkliwe, że pochodzą od Jahwe, dotąd obrońcy i opiekuna narodu, a obecnie zagniewanego władcy. Niekiedy autor Lm przypisuje samemu Jahwe czyny dokonane przez najeźdźcę. Przyczyną gniewu Jahwe i kar, które ponosi Izrael jest jego grzech. Autor Lm nazywa go większym niż grzech Sodomy. Obok grzechów całego narodu są to przekroczenia i zaniedbania kapłanów, proroków i przywódców oraz indywidualne przestępstwa, bałwochwalstwo, brak ufności w Jahwe. Autor Lm jest solidarny w odpowiedzialności za grzechy przodków. Mimo ciężkiej kary jaka spotkała naród, nie gaśnie w nim przeświadczenie, że Jahwe jest sprawiedliwy i nie może opuścić swego ludu, Jego łaskawość i miłosierdzie są niewyczerpane.

## Wykorzystanie Lm w liturgii i sztuce

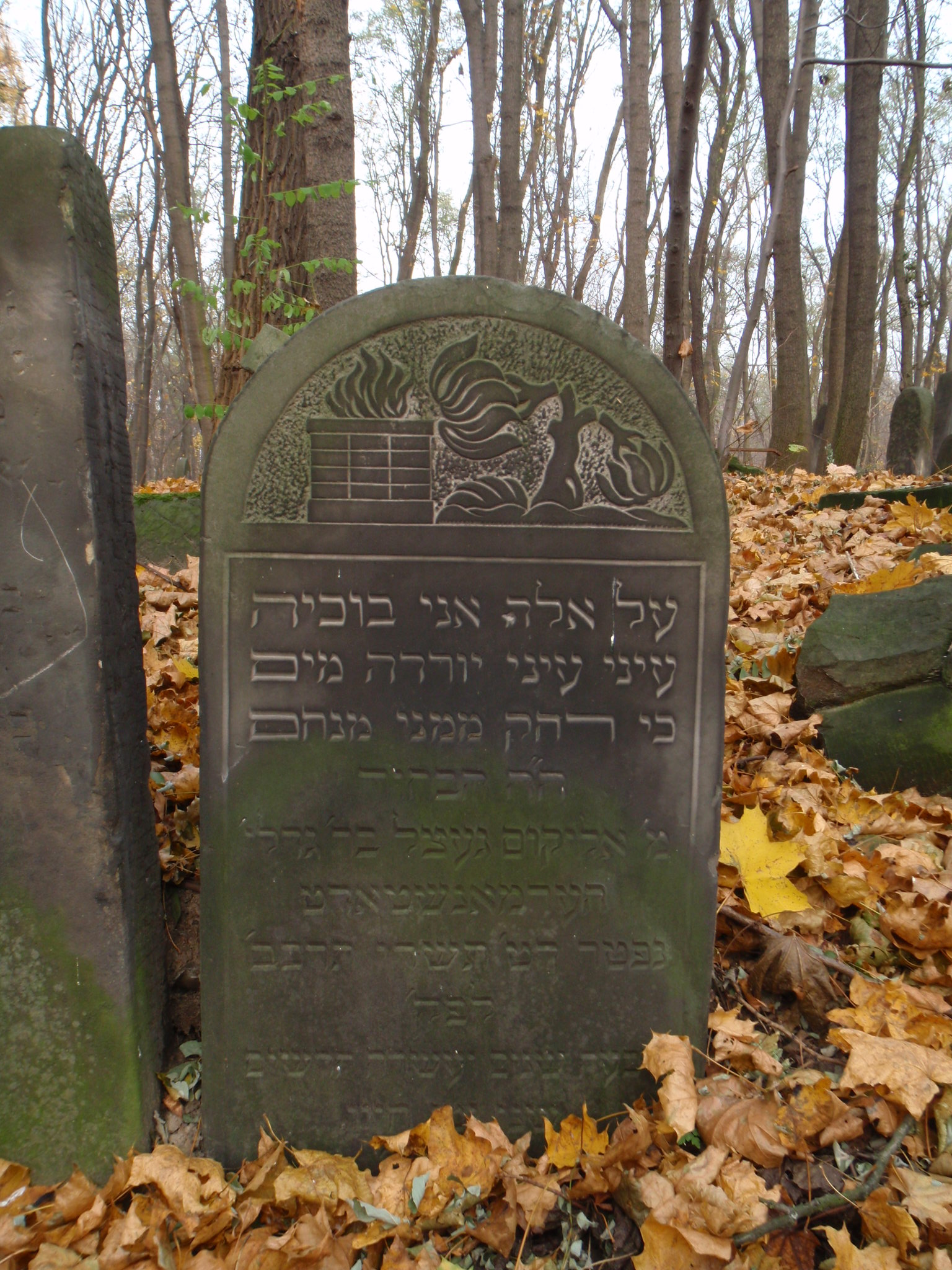
Fragment Lamentacji: Przetoż ia płaczę; z oczu moich, z oczu moich, mówię, wody cieką, że iest daleko odemnie pocieszyciel użyty jako epitafium na nagrobku dziecka na cmentarzu żydowskim w Warszawie

Tradycyjne przypisywanie Lm Jeremiaszowi dało początek literackiemu terminowi „jeremiada” w znaczeniu długiego, żałobnego lamentu nad czyimiś troskami. W sztuce najbardziej znanym przykładem jest fresk Michała Anioła na sklepieniu Kaplicy Sykstyńskiej, przedstawiający bolejącego Jeremiasza. W muzyce Lm były częstym tematem dla kompozytorów XVI w.
Teksty z Lamentacji Jeremiasza były też wykorzystywane przez kompozytorów współczesnych w kompozycjach innego charakteru, np.:
- Leonard Bernstein – Jeremiah Symphony (1944) z tekstem hebrajskim w ostatniej części[11];
- Krzysztof Penderecki – Kadisz. Życie za życie. Łódzkim Abramkom, którzy chcieli żyć. Polakom, którzy ratowali Żydów – utwór napisany w 2009 r. na finał obchodów 65. rocznicy likwidacji Litzmannstadt Ghetto; obok innych tekstów wykorzystuje Lamentacje Jeremiasza.

W obrębie społeczności żydowskiej jeden z najwcześniejszych midraszy ( IV-V w.) dotyczył Lm. Judaizm następnych wieków nakazywał odczytywanie Lm w przeddzień dziewiątego Abib na pamiątkę zburzenia Salomonowej i Herodiańskiej świątyni. Talmud wskazuje na dziewiątego miesiąca Abib jako ten, w którym nastąpiły klęski, czyniąc go w ten sposób jednym z najsmutniejszych dni żydowskiego kalendarza.
Wśród wcześniejszych pisarzy chrześcijańskich Lm 4, 22 był bardzo popularnym tekstem, a w jego interpretacji nawiązywano do Jezusa. Lamentacje Jeremiasza znalazły zastosowanie w liturgii Wielkiego Tygodnia, w Ciemnych Jutrzniach. W ten sposób wyrażenie smutku, wyznanie grzechów oraz nadzieja na trwałe miłosierdzie Boga, które są widoczne w Lm, zostały odniesione przez obie społeczności religijne do bolesnych wydarzeń z historii każdego z nich.                                                                                                       Dwa fragmenty księgi: Lm 3, 22-26 i Lm 3, 17 - 26 pojawiają się w obrzędach chrześcijańskiego pogrzebu, a fragment: Lm 2, 2. 10-14. 18-19 jest proklamowany w cyklu czytań tygodniowych.